# Vjenceslav Čižek
Vjenceslav Čižek (Đenovići, Herceg Novi, 28. veljače 1929. – Dortmund, 25. studenoga 2000.), bio je hrvatski pjesnik, publicist i filozof. Zbog njegovih stihova beogradski okružni sud proglasio ga je neprijateljem naroda i države. Zbog verbalnoga delikta u SFRJ odrobijao je 12 godina. Rodom Hrvat.

## Životopis
Vjenceslav Čižek rodio se je u Đenovićima (Herceg Novi, Boka kotorska) 1929. godine od oca Gracija i majke Katice (rođ. Opušić). Osnovnu i srednju školu svršio je u Crnoj Gori. U Podgorici je Čižek bio urednikom lista Omladinski pokret, te je odbio izbaciti neke članke po nalogu CK i morao je napustiti Crnu Goru. Jugoslavenske komunističke vlasti osudile su ga na pet godina robije, koju je izdržavao u Srijemskoj Mitrovici. Potom odlazi u Sarajevo gdje je završio Filozofski fakultet. Kao profesor filozofije osam puta je otpuštan s posla. Godine 1972. emigrirao je u Njemačku gdje postaje članom Hrvatske republikanske stranke (danas Hrvatska republikanska zajednica). Dana 11. studenoga 1977. godine jugoslavenski agenti oteli su ga u talijanskome gradiću Comu, i vratili u Sarajevo. Time su se jugoslavenske vlasti ogriješile o međunarodni zakon otevši osobu zaštićenu azilom na teritoriju druge države. Prigodom otmice bila mu je slomljena ključna kost i povrijeđeno oko. Samo zbog sumnje kako su neke njegove izjave, kao što je ona da će doći do raspada Jugoslavije, načelo i nekoga tajnoga emigrantskog plana, UDBA je Čižeka osudila na jednu od najstrožih kazni u vrijeme komunizma. Tamo je 8. kolovoza 1978. godine osuđen na 12 godina tamnice. Iste godine udruga Amnesty International proglasila ga je zatvorenikom savjesti, ali je pušten na slobodu tek na zahtjev njemačke vlade, 29. srpnja 1988. godine.
»Bio sam antikomunist kroz cijeli svoj život. Desetljećima rugalački sam navještao sramno raspadnuće strahovlade. Nisam to činio zastupajući neko drugo ideološko, političko ili ratničko stajalište. Komunistički društveni sustav doživljavao sam kao izravni i posvemašnji napad na ljudsku bit. Stoga je ishodište moje oporbe bila pobuna savjesti. Nikada nisam mogao povjerovati u budućnost društva koje bi se temeljilo na agnosticizmu i ateizmu, na prisilnome radu i klasnoj mržnji, na nasilju i zatomljenom prirodnom pravu na slobodu pojedinca i naroda. Komunizam, eto, ždere i rastače samoga sebe. Nisu ga rušile ni srušile nikakve vanjske sile, nego u njegovim njedrima odgojeni »mangupi«. (Vjenceslav Čižek)«
U zeničkom zatvoru Vjenceslav Čižek oslijepio je od mučenja, a nakon povratka u Njemačku, 7. studenoga 1988. godine, živio je zahvaljujući njemačkoj državnoj skrbi. Pri pisanju mu je pomagala supruga zapisujući ono što bi joj Čižek diktirao.
Pred smrt, na bolesničkoj postelji, 13. srpnja 2000. godine izdiktirao je svojoj supruzi svoj zadnji “krik ranjene duše”, pjesmu-epitaf, koji se sada nalazi na njegovome nadgrobnom spomeniku u Sinju:
Bijah samo jedno zrno
U Božjoj žitnici,
Tek jedan kamičak
U Katedrali hrvatske slobode.
Vjenceslav Čižek umro je u Dortmundu 25. studenoga 2000. godine, nakon duge i teške bolesti. Pokopan je u Sinju, 1. prosinca 2000. godine.

## Djela
- The blind dissenter, Vjenceslav Čižek, Hrvatsko republikansko društvo "Uskok" - Hrvatsko republikansko društvo "Dubrovnik", Windsor, Ont. - Chicago, Ill., [1983?] (prir. Kazimir Katalinić, prijev. na engl. jezik: Julienne Bušić, Drago Jurić i Vera Korsky-Poli)[10]
- Krvopisi predsvanuća, (pjesme), Republika Hrvatska, Buenos Aires, 1989. (prijetisak, Freiburg 1990.)
- Bosonoga prašina: odabrane pjesme, (prir. te pog. i bilj. o piscu napisao Stijepo Mijović Kočan), Školske novine, Zagreb, 1994.
- Ljekovito trnje: satirični listići, Naklada DHK HB, Mostar, 2000.
- Borba za istinu, (ogledi), Hrvatska republikanska zajednica, Zagreb, 2001. (predgovor Mario Ostojić, izabrao i priredio Ivo Korsky)[11]
- Sok od kiše, (zbirka pjesama), Naklada Jurčić, Zagreb, 2001.
- U raljama zloduha: zapisi iz tamnice, Matica hrvatska, Zagreb, 2003.

## Hrvatska revija
Između 1974. i 1988. godine u Hrvatskoj reviji objavljivane su mu pjesme.
- U Boki kiša silazi s nebesa..., (Pjesme u prozi: Kiša, Kotor, Čempresi, Međe, Nebo). Sv. 1., str. 63-64., 1974.
- Daljina bliskog, (St. Blasien 1974.). Sv. 1., str. 63., 1975.
- Govor šutnje, (Pjesme: Lovorika, Šipak, Smokva, Maslina, Ružmarin, Naranča, Rogači, Loza, Mimoza). Sv. 4., str. 538., 1975.
- Mala otkrića, (Pjesme). Jubilarni Zbornik HR 1951-75., str. 513., 1976.
- Iskre tmine, (Pjesma). Sv. 2., str. 207., 1977.
- Sanjar, (Pjesma, Obermoos 1977.). Sv. 3. str. 392., 1977.
- Pjesme iz Zeničke tamnice, (Rajnska školjka, Lago di Como, Bezakonje, Matični broj 6146, Tridesetosma rupetina pakla, Predsvanuće, Samnica, Božić u Zenici, itd.). Sv. 4., str. 634-637., 1988.

## Citati
- Da sam mogao opozicijski djelovati, nikada ne bih napustio domovinu, jer domovinu ljubim iznad svega. (na sudu, u „svoju obranu“)
- Tito je genij, ali ja mu želim smrt kao i svakom diktatoru. (na sudu, upitan što misli o „drugu Titu“)
- Nema časnije zgode ni prilike nego kad pred pojedincem stane čitava država sa svojim nasilničkim aparatom, kad vas želi poniziti, uništiti, a vi stojite smireno i samouvjereno. To je doista čast. (Borba za istinu).
- Zenički zatvor zapravo je logor, ludnica, stočna farma i škola kriminala istodobno. (U raljama zloduha).
- Teže je u duši čovjeka biti slobodan bez domovine, nego biti u domovini bez slobode.[1]

## Vanjske poveznice
- Čižek, Vjenceslav, Hrvatski biografski leksikon, Nataša Bašić (1993.)
- Vjenceslav Čižek, Hrvatsko pjesništvo Boke kotorske, Digitalna antologija, poezijahrvataboke.com
- Stijepo Mijović Kočan, U povodu 85. obljetnice rođenja Vjenceslava Čižeka. Hrvatski Mandela  Arhivirana inačica izvorne stranice od 15. ožujka 2016. (Wayback Machine), Vijenac, br. 522, 6. ožujka 2014.
- Stijepo Mijović Kočan, Zašto je iz HAVC-a izbačen Hrvatski Mandela  Arhivirana inačica izvorne stranice od 17. studenoga 2018. (Wayback Machine), Hrvatski fokus, 27. veljače 2017.
- (Ur.), Velikani hrvatske umjetnosti: Vjenceslav Čižek, Hrvatsko slovo, 31. prosinca 2020.